# Michelle Muscat

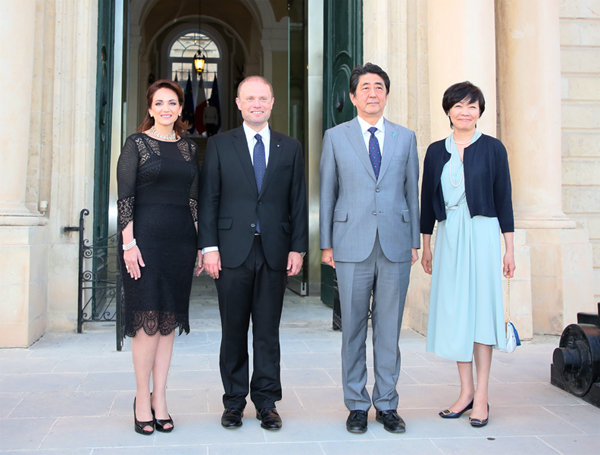
V. l. Michelle Muscat, Joseph Muscat, Shinzō Abe und Akie Abe

Michelle Muscat (* 16. Mai 1974 in Rabat als Michelle Tanti) war von März 2013 bis Januar 2020 First Lady Maltas.

## Leben
Muscat ist seit 2001 mit Joseph Muscat verheiratet und hat 2007 geborene Zwillingstöchter. 2018 wurde sie verdächtigt, über geheime Unternehmen Finanzgeschäfte abgewickelt zu haben. Die im Oktober 2017 bei einem Attentat ermordete investigative Journalistin Daphne Caruana Galizia recherchierte in dieser Angelegenheit.

## Auszeichnungen
- 2015: Großes Bundesverdienstkreuz mit Stern und Schulterband[5]
- 2017: Volunteer of the year[6]
- 2018: Großkreuz des Verdienstordens der Italienischen Republik[7]